# Roderich Schmidt
Roderich Schmidt (* 7. Februar 1925 in Demmin; † 12. September 2011 in Marburg) war ein deutscher Historiker. Er war von 1972 bis 1990 Direktor des Herder-Instituts, Geschäftsführendes Vorstandsmitglied des Johann Gottfried Herder-Forschungsrates in Marburg und von 1967 bis 2001 Vorsitzender der Historischen Kommission für Pommern.

## Leben und Wirken
Roderich Schmidt wurde 1925 in Demmin geboren, wo er seine Kindheit und Jugend verbrachte. Er wurde aus der Hitlerjugend ausgeschlossen, nachdem er sich geweigert hatte, an einem Wehrertüchtigungslager teilzunehmen. Im Zweiten Weltkrieg war er Soldat im Landesschützen-Bataillon 251 in Greifswald. Als solcher studierte er in den 1940er Jahren an der Universität Greifswald Geschichte, Germanistik, Theologie und Philosophie. Nach kurzer Kriegsgefangenschaft nahm er das Studium 1946 wieder auf und schloss es 1951 mit dem Staatsexamen und der Promotion zum Dr. phil. mit einer Arbeit zum Thema Studien über Eike von Repkow und den Sachsenspiegel bei Adolf Hofmeister ab.
Schmidt arbeitete kurzzeitig als Hilfskraft am von Hofmeister kommissarisch geleiteten Institut für Vor- und Frühgeschichte der Universität Greifswald, bis er am 1. Dezember 1951 als Assistent am Historischen Institut angestellt wurde. Roderich Schmidt lernte 1946 die spätere Germanistin Ruth Schmidt-Wiegand kennen, mit der er seit August 1952 verheiratet war. Das Paar hat eine Tochter.
Schmidt widersetzte sich den Bestrebungen der SED um Einflussnahme auf die Universität. Während seiner Zeit in Greifswald gehörte er der evangelischen Studentengemeinde und dem Kreis um den Theologen Rudolf Hermann an. 1957 wurde Schmidt in die Landessynode berufen. 1958 wurden er und seine Frau des „Verrats am Arbeiter- und Bauern-Staat“ beschuldigt. Da beide sich weigerten, künftig auf der Grundlage des Marxismus-Leninismus zu lehren und zu veröffentlichen, wurden sie entlassen. Beide verließen kurz vor Ostern 1958 die DDR und fanden an der Universität Bonn neue Anstellungen.
In Bonn nahm sich Helmut Beumann Schmidts an; als dieser 1964 an die Universität Marburg wechselte, folgte ihm Schmidt. 1969 wurde er dort habilitiert. Marburg wurde von nun an sein Lebens- und Wirkungsort. 1972 wurde er Honorarprofessor. Von 1972 bis 1990 war er Direktor des Herder-Instituts und Geschäftsführendes Vorstandsmitglied des Johann Gottfried Herder-Forschungsrates in Marburg. Nach der Wende (1989/90) unterstützte Schmidt die Neuorganisation und Umstrukturierung der Universität Greifswald.
Das Arbeitsgebiet von Roderich Schmidt war sowohl in Greifswald als auch in Marburg die Geschichte des Mittelalters. Dabei verfasste er unter anderem Forschungsarbeiten zu mittelalterlichen Herrschern bis hin zu Kaisern des Heiligen Römischen Reiches. Ein weiteres Themengebiet war die Geschichte der Universitäten in Greifswald, Rostock, Prag, Erfurt und Marburg.
Die Forschungen zur Geschichte Pommerns waren immer ein bedeutender Teil seiner Arbeiten. So trat er um 1960 der Gesellschaft für pommersche Geschichte, Altertumskunde und Kunst bei und war von 1975 bis 2005 deren stellvertretender Vorsitzender. 1999 wurde er zum Ehrenmitglied der Gesellschaft ernannt. Von 1967 bis 2001 war Roderich Schmidt Vorsitzender der Historischen Kommission für Pommern, und blieb anschließend bis Januar 2009 deren Vorstandsmitglied. Im Oktober 2009 wurde er zu ihrem Ehrenvorsitzenden gewählt. Neben der Veröffentlichung eigener Forschungsarbeiten zur pommerschen Geschichte betätigte er sich auch als Herausgeber, von 1974 bis 2000 war er Mitherausgeber der Zeitschrift für Ostmitteleuropa-Forschung.
1979 wurde Roderich Schmidt mit dem Bundesverdienstkreuz 1. Klasse ausgezeichnet. Die Pommersche Landsmannschaft ehrte ihn 1979 mit der Ernst-Moritz-Arndt-Medaille und 1982 mit dem Pommerschen Kulturpreis für Wissenschaft. Die Theologische Fakultät der Universität Greifswald verlieh ihm 1990 die Ehrendoktorwürde.
Am 12. September 2011 starb Roderich Schmidt im Alter von 86 Jahren an den Folgen eines Herzinfarkts.

## Schriften (Auswahl)
- Pommern und seine Kirche im Wandel der Geschichte. Verlag Rautenberg, Leer 1977, ISBN 3-7921-0180-7.
- Weltordnung-Herrschaftsordnung im europäischen Mittelalter. Darstellung und Deutung durch Rechtsakt, Wort und Bild. Verlag Keip, Goldbach 2005, ISBN 3-8051-1032-4.
- Das historische Pommern. Personen – Orte – Ereignisse. Böhlau Verlag, Köln u. a. 2007, ISBN 978-3-412-27805-2.